# Скуби-Ду и Батман: Дръзки и смели
„Скуби-Ду и Батман: Дръзки и смели“ (на английски: Scooby-Doo! & Batman: The Brave and the Bold) е американски анимационен филм от 2018 година, продуциран от Warner Bros. Animation и е разпространен от Warner Bros. Home Entertainment, и е тридесетият филм от издадените директно като видео поредица от филми на „Скуби-Ду“. Филмът е кросоувър между поредицата „Скуби-Ду“ и телевизионния сериал „Батман: Дръзки и смели“. Филмът включва Скуби-Ду и неговите приятели, които се присъединяват към Батман и другите супергерои от DC Comics да победят нов злодей. Това е първия филм, базиран на „Батман: Дръзки и смели“, след като сериалът приключва през 2011 г. Някои от актьорския състав от сериала повтарят ролите си (включително Дийдрик Бейдър като Батман), макар че няколко роли са предобавени в състава с други актьори от различните проекти на DC. Премиерата на филма е във TCL Chinese Theatre на 6 януари 2018 г. и е пуснат дигитално и на DVD на 9 януари 2018 г.

## Озвучаващ състав
| Роля                                           | Изпълнител                            |
| ---------------------------------------------- | ------------------------------------- |
| Скуби-Ду Фред Джоунс                           | Франк Уелкър                          |
| Дафни Блейк Черното канарче                    | Грей Грифин                           |
| Шаги Роджърс                                   | Матю Лилард                           |
| Велма Динкли                                   | Кейт Микучи                           |
| Батман                                         | Дийдрик Бейдър                        |
| Гатанката                                      | Джон Майкъл Хигинс                    |
| Въпросът Професор Сам Скарлет                  | Джефри Комбс                          |
| Аквамен Мистър Фрийз Кримсън Клоак             | Джон Димаджо                          |
| Жената-котка                                   | Ника Футърман                         |
| Марсианския ловец                              | Никълъс Гест                          |
| Жокера Пазач на Аркам                          | Джеф Бенет                            |
| Пингвина Пластичният човек                     | Том Кени                              |
| Глинено лице Детектив Шимпанзе Репортер на GNN | Кевин Майкъл Ричардсън                |
| Харли Куин Отровната Айви Репортерка на GNN    | Тара Стронг                           |
| Харви Бълок Бейн Блокбастър Крок               | Фред Тарашор                          |
| Професор Майло Лео Скарлет                     | Сам Рийгъл (не е посочен в надписите) |

## В България
В България е излъчен по Cartoon Network на 18 септември 2021 г. в събота от 12:20 ч.
Нахсинхронен дублаж
| Роля                                 | Изпълнител       |
| ------------------------------------ | ---------------- |
| Скуби-Ду                             | Георги Спасов    |
| Шаги Роджърс                         | Георги Стоянов   |
| Фред Джоунс                          | Кирил Бояджиев   |
| Велма Динкли                         | Татяна Етимова   |
| Дафни Блейк                          | Златина Тасева   |
| Батман                               | Чавдар Монов     |
| Аквамен Детектив Харви Бълок         | Петър Върбанов   |
| Гатанката Пингвина Детектив Шимпанзе | Здравко Димитров |
| Черното канарче                      | Светлана Смолева |
| Жокера Пластичния човек Глинено лице | Петър Калчев     |
| Марсианския ловец                    | Георги Иванов    |
| Жената котка Харли Куин              | Василка Сугарева |

| Обработка              | Александра Аудио (2021) |
| ---------------------- | ----------------------- |
| Режисьор на дублажа    | Василка Сугарева        |
| Преводач               | Силвия Вълкова          |
| Изпълнителен продуцент | Васил Новаков           |